# Родріго Табата
Родріго Барбоса Табата (порт. Rodrigo Barbosa Tabata‎ / араб. رودريغو باربوسا تاباتا / яп. ロドリゴ・バルボーザ・タバタ; нар. 19 листопада 1980, Арасабута, Бразилія) — катарський футболіст бразильсько-японського походження, атакувальний півзахисник катарського клубу «Ас-Садд». Виступав за національну збірну Катару.

## Кулбна кар'єра

### Ранні роки
Народився в бразильському місті Арасабута. Свою кар'єру розпочав 1996 року в молодіжному клубі «Пауліста». У 1999 році дебютував в основному складі команди. У період з 2000 по 2003 рік змінив 10 бразильських клубів. У 2004 році, вперше в кар'єрі, підписав контракт з представником бразильської Серії А «Гояс». Його вдалі виступи допомогли клубу зайняти 3-тє місце у сезоні 2005 року, найкращу позицію, яку «Гояс» займав у вищому дивізіоні бразильського чемпіонату, і вперше в історії кваліфікувався до Кубку Лібертадорес.
Табата придбаний «Сантусом» у 2006 році, з яким двічі вигравав Лігу Пауліста в 2006 та 2007 роках. У 2008 році переїхав за кордон, до в трирічну угоду з можливістю викупу до «Газіантепспора».

### «Газіантепспор» та «Бешикташ»

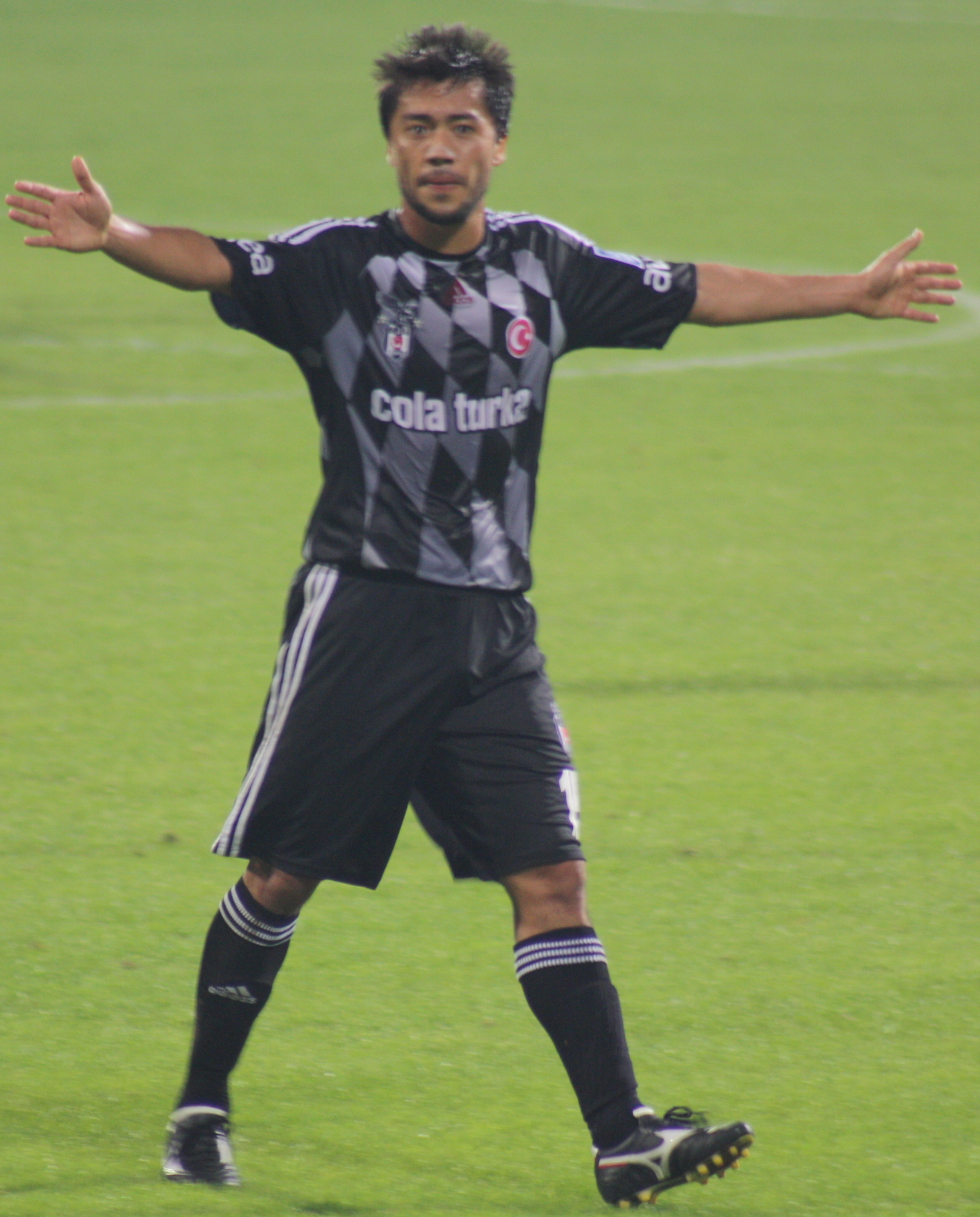
Родріго Табата під час виступів за «Бешикташ» у сезоні 2009/10 років

Після успішного сезону з «Газіантепспором» Родріго Табата перейшов за 8 мільйонів євро до «Бешикташа». Трансфер викликав суперечки в «Сантусі», оскільки бразильський клуб заявив, що вони не отримали гонорар від «Газіантепспора», що завадило укладенню повноцінного договору між турецькими клубами.
Табата провів один повний сезон у «Бешикташі», перш ніж перейти в оренду в «Ар-Райян» у 2010 році, а в 2011 році катарський клуб викупив контракт бразильця.

### «Ар-Райян»

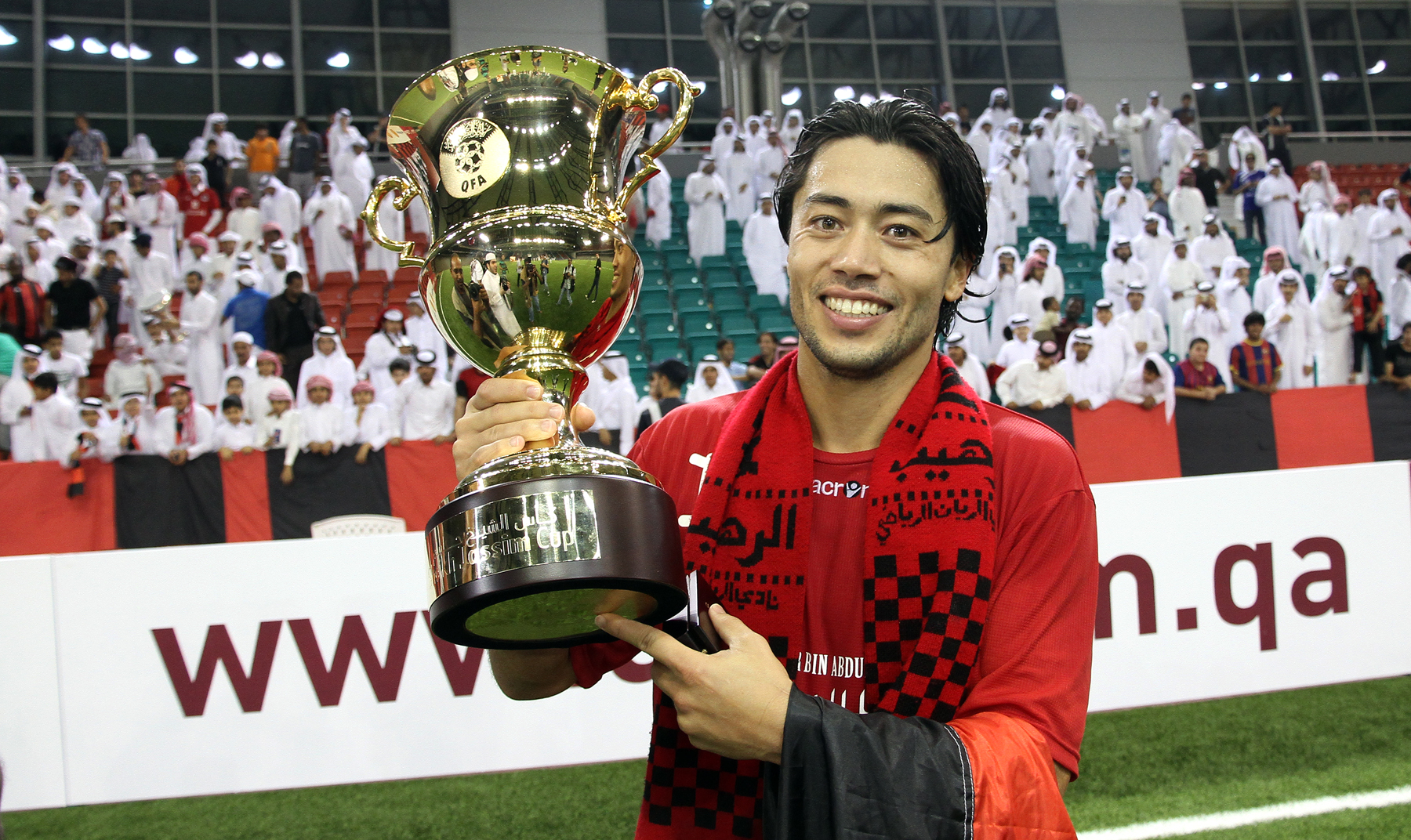
Родріго Табата під час виступів у Кубку Шейха Джассіма 2012

Наприкінці 2011 року керівництво «Ар-Райяна» попросила Родріго, який має японських бабусь і дідусів, отримати японський паспорт, щоб не порушувати квоти іноземних гравців Ліги чемпіонів АФК. Однак Табата не виконав передумов, оскільки не може писати або читати японською мовою.
8 квітня 2012 року отримав грошову винагороду в 100 000 доларів за те, що він забив супер-хет-триком (4 голи) проти «Катара» в матчі чемпіонату, допоміг команді перемоги (8:2), цей матчі став найрезультативнішим у чемпіонаті сезону 2011/12 років. У цьому сезоні Родріго також виграв нагороду найкращого гравця року в Лізі зірок Катару, в якому відзначився 17 голами та 9 гольовими передачами.

#### Оренда в «Ас-Садд»
31 січня 2014 року він підписав орендну угоду з іншим титулованим катарським клубом «Ас-Садд». У 2015 році повернувся в «Ар-Райян».

### «Ас-Садд»
У липні 2020 року підписав 1-річний контракт з «Ас-Саддом».

## Кар'єра в збірній
Після багатьох років виступів у Катарі, став натуралізованим громадянином Катару, і тому мав право виступати у збірних Бразилії та Катару з футболу. У серпні 2015 року Табата викликаний до табору збірної Катару в Австрії. 17 серпня 2015 року дебютував за збірну в неофіційному матчі проти австрійського ЛАСКа. Перший офіційний матч зіграв у переможному (2:0) поєдинку кваліфікації чемпіонату світу проти Гонконга.

## Статистика виступів

### Клубна кар'єра
Станом на 13 березня 2020
| Клуб                | Сезон             | Ліга              | Ліга  | Ліга | Кубок Еміра Катару | Кубок Еміра Катару | Ліга чемпіонів АФК | Ліга чемпіонів АФК | Інші  | Інші | Загалом | Загалом |
| Клуб                | Сезон             | Дивізіон          | Матчі | Голи | Матчі              | Голи               | Матчі              | Голи               | Матчі | Голи | Матчі   | Голи    |
| ------------------- | ----------------- | ----------------- | ----- | ---- | ------------------ | ------------------ | ------------------ | ------------------ | ----- | ---- | ------- | ------- |
| «Ар-Райян» (оренда) | 2010–11           | ЛЗК               | 11    | 7    | 3                  | 4                  | 4                  | 0                  | 1     | 0    | 19      | 11      |
| «Ар-Райян»          | 2011–12           | ЛЗК               | 21    | 17   | 1                  | 0                  | 6                  | 3                  | 4     | 5    | 32      | 25      |
| «Ар-Райян»          | 2012–13           | ЛЗК               | 22    | 11   | 3                  | 1                  | 4                  | 1                  | 7     | 3    | 36      | 16      |
| «Ар-Райян»          | 2013–14           | ЛЗК               | 16    | 4    | –                  | –                  | –                  | –                  | 5     | 6    | 21      | 10      |
| «Ар-Райян»          | 2014–15           | Ліга Катару       | 9     | 20   | 4                  | 4                  | –                  | –                  | 7     | 5    | 20      | 29      |
| «Ар-Райян»          | 2015–16           | ЛЗК               | 24    | 21   | 2                  | 3                  | –                  | –                  | 1     | 0    | 27      | 24      |
| «Ар-Райян»          | 2016–17           | ЛЗК               | 24    | 20   | 3                  | 4                  | 6                  | 4                  | 2     | 0    | 35      | 28      |
| «Ар-Райян»          | 2017–18           | ЛЗК               | 21    | 15   | 3                  | 3                  | 5                  | 2                  | 6     | 2    | 35      | 22      |
| «Ар-Райян»          | 2018–19           | ЛЗК               | 20    | 9    | 2                  | 1                  | 6                  | 1                  | 7     | 6    | 35      | 17      |
| «Ар-Райян»          | 2019–20           | ЛЗК               | 16    | 4    | 2                  | 1                  | 1                  | 0                  | 5     | 4    | 24      | 9       |
| «Ар-Райян»          | Загалом           | Загалом           | 173   | 121  | 20                 | 17                 | 28                 | 11                 | 44    | 31   | 265     | 180     |
| «Ас-Садд» (оренда)  | 2013–14           | ЛЗК               | 7     | 5    | 3                  | 2                  | 7                  | 2                  | 3     | 1    | 20      | 10      |
| «Ас-Садд» (оренда)  | 2014–15           | ЛЗК               | 15    | 8    | –                  | –                  | 2                  | 0                  | 1     | 1    | 18      | 9       |
| «Ас-Садд» (оренда)  | Загалом           | Загалом           | 22    | 13   | 3                  | 2                  | 9                  | 2                  | 4     | 2    | 38      | 19      |
| Всього за кар'єру   | Всього за кар'єру | Всього за кар'єру | 206   | 141  | 26                 | 23                 | 41                 | 13                 | 49    | 33   | 322     | 210     |

### Голи за збірну
Рахунок та результат збірної Катару в таблиці вказано на першому місці.
| №  | Дата           | Місце                        | Суперник | Рахунок | Результат | Змагання         |
| -- | -------------- | ---------------------------- | -------- | ------- | --------- | ---------------- |
| 1. | 8 серпня 2016  | Яссім бін Хамад, Доха, Катар | Ірак     | 1–0     | 2–1       | Товариський матч |
| 2. | 25 серпня 2016 | Яссім бін Хамад, Доха, Катар | Таїланд  | 2–0     | 3–0       | Товариський матч |

## Досягнення
«Сантус»
- Ліга Пауліста
  -  Чемпіон (2): 2006, 2007

«Ар-Райян»
- Ліга зірок Катару
  -  Чемпіон (1): 2015/16

- Кубок Еміра Катару
  -  Володар (1): 2013

- Кубок шейха Яссіма
  -  Володар (3): 2012, 2013, 2018

- Кубок наслідного принца Катару
  -  Володар (1): 2012

«Ас-Садд»
- Ліга зірок Катару
  -  Чемпіон (2): 2020/21, 2021/22

- Кубок Еміра Катару
  -  Володар (3): 2014, 2020, 2021

- Кубок шейха Яссіма
  -  Володар (1): 2014

- Кубок зірок Катару
  -  Володар (1): 2019/20

- Кубок наслідного принца Катару
  -  Володар (2): 2020, 2021

Індивідуальні
- Гравець року в Лізі зірок Катару: 2011/12[7], 2015/16
- Найкращий бомбардир Ліги зірок Катару: 2015/16[8]